# Зверев, Леонид Петрович
Леонид Петрович Зверев (1935—2012) — советский и российский учёный и педагог в области физики твёрдого тела, организатор науки, доктор физико-математических наук (1983), профессор (1984), почётный профессор УрГУ (2005).

## Биография
Родился 15 февраля 1935 года в городе Свердловске.
С 1953 по 1958 годы проходил обучение на физико-математическом факультете Уральского государственного университета. С 1958 по 1961 годы обучался в аспирантуре на физико-математическом факультете Уральского государственного университета.
С 1961 года начал заниматься педагогической деятельностью на физическом факультете Уральского государственного университета: с 1961 по 1984 годы работал — ассистентом, старшим преподавателем и доцентом, одновременно с 1963 по 1984 годы — заведующий Проблемной лаборатории полупроводниковой техники. С 1984 по 2007 годы, в течение двадцати трёх лет, — заведующий кафедрой оптики полупроводников и радиоспектроскопии.
С 1988 года, помимо педагогической, занимался и научно-исследовательской работой: с 1988 по 2004 годы в течение шестнадцати лет, являлся основателем и бессменным руководителем Научно-исследовательского института физики и прикладной математики при Уральском государственном университете.
В 1963 году защитил диссертацию на соискание учёной степени — кандидата физико-математических наук по теме: «Исследование экситонных состояний в кристалле закиси меди», в 1983 году — доктора физико-математических наук. В 1984 году Л. П. Звереву было присвоено учёное звание — профессора, в 2005 году почётное звание — почётный профессор УрГУ.
Автор свыше 150 научных работ, в том числе нескольких монографий, был автором двадцати свидетельств и патентов на изобретения. Под его руководством было подготовлено тринадцать кандидатов и докторов наук.
Скончался 19 декабря 2012 года в Екатеринбурге. Похоронен на Широкореченском кладбище.

## Научная деятельность
Основная научно-исследовательская деятельность Л. П. Зверева была связана с областью микро, опто и квантовой электроники, радиационной физики, физики полупроводников и оптическим приборостроением для применения в космических пилотируемых аппаратах.
Занимался научными работами в области комплексного исследования низкоразмерных систем и экситонов, а также методом туннельной спектроскопии в квантующих магнитных полях занимался исследованиями в области изучения энергетического спектра сильнолегированных полупроводников.
Был одним из создателей и разработчиков цвето-измерительных и опто-электронных систем, которые после успешных испытаний входили в состав орбитальных научных станций «Мир» и «Салют», а так же пилотируемого космического корабля «Союз».

## Основные труды
Основной источник:
- Цветовые измерения в космосе / Л. П. Зверев, И. Г. Овечкин, О. О. Рюмин и др.; под общ. ред. О. О. Рюмина. — М.: Машиностроение, 1996. — 174 с. — ISBN 5-217-01977-8

## Награды
- Орден «Знак Почета» (1986)
- Медаль «За трудовую доблесть» (1979)

### Премии
- Премия УрГУ (1979 — за цикл работ «Разработка принципов и создание устройств оптоэлектроники»)
- Премия МЭП СССР (1981 — за работу «Радиационное воздействие на полупроводниковые генераторы»)